# Kalwartenga
Kalwartenga (également orthographié Kalouartenga) est une commune située dans le département de Pouytenga de la province de Kouritenga dans la région du Centre-Est au Burkina Faso.

## Géographie
La commune est traversée par la route nationale 15.

## Démographie
| 2003  | 2006  | 2012 |
| ----- | ----- | ---- |
| 1 681 | 1 763 | -    |